# カルヴァトーネ
カルヴァトーネ（伊: Calvatone）は、イタリア共和国ロンバルディア州クレモナ県にある、人口約1,200人の基礎自治体（コムーネ）。

## 地理

### 位置・広がり

#### 隣接コムーネ
隣接するコムーネは以下の通り。括弧内のMNはマントヴァ県所属を示す。
- アックアネグラ・スル・キエーゼ (MN)
- ボッツォロ (MN)
- カンネート・スッローリオ (MN)
- ピアーデナ・ドリッツォーナ (ピアーデナ)
- トルナータ

### 気候分類・地震分類
気候分類では、zona E, 2388 GGに分類される。
また、イタリアの地震リスク階級 (it) では、zona 3 (sismicità bassa) に分類される
。